# Olympische Sommerspiele 2020/Teilnehmer (Osttimor)
| Gelbes Symbol für Goldmedaillen mit stilisierten Olympischen Ringen | Graues Symbol für Silbermedaillen mit stilisierten Olympischen Ringen | Braundes Symbol für Bronzemedaillen mit stilisierten Olympischen Ringen |
| ------------------------------------------------------------------- | --------------------------------------------------------------------- | ----------------------------------------------------------------------- |
| —                                                                   | —                                                                     | —                                                                       |

Osttimor nahm in Tokio an den Olympischen Spielen 2020 mit drei Athleten teil. Es war die insgesamt fünfte Teilnahme an Olympischen Sommerspielen (2000 noch als unabhängige Olympiateilnehmer). Erstmals hatten Schwimmer das südostasiatische Land bei Olympia vertreten. Die Osttimoresen hatten in der Stadt Ina (Präfektur Nagano) ihren Stützpunkt.
Die Schwimmer Imelda Felicita Ximenes Belo und José João Viegas da Silva der Federação Natação de Timor Leste (FNTL) wurden offiziell am 25. Juni 2021 als die Vertreter Osttimors vorgestellt. Die Schwimmer trainierten bisher in einem Hotelpool in Dili und dem Schwimmbecken der Pousada de Baucau. Beide nahmen bereits bei den Schwimmweltmeisterschaften 2019 in Gwangju teil.
Felisberto de Deus nahm als Leichtathlet in Tokio teil. Ein zunächst noch angekündigter Taekwondo-Kämpfer wurde dann doch nicht entsandt.
Imelda Felicita Ximenes Belo und Felisberto de Deus trugen gemeinsam bei der Eröffnungsfeier die Flagge Osttimors ins Olympiastadion.

## Teilnehmer nach Sportarten

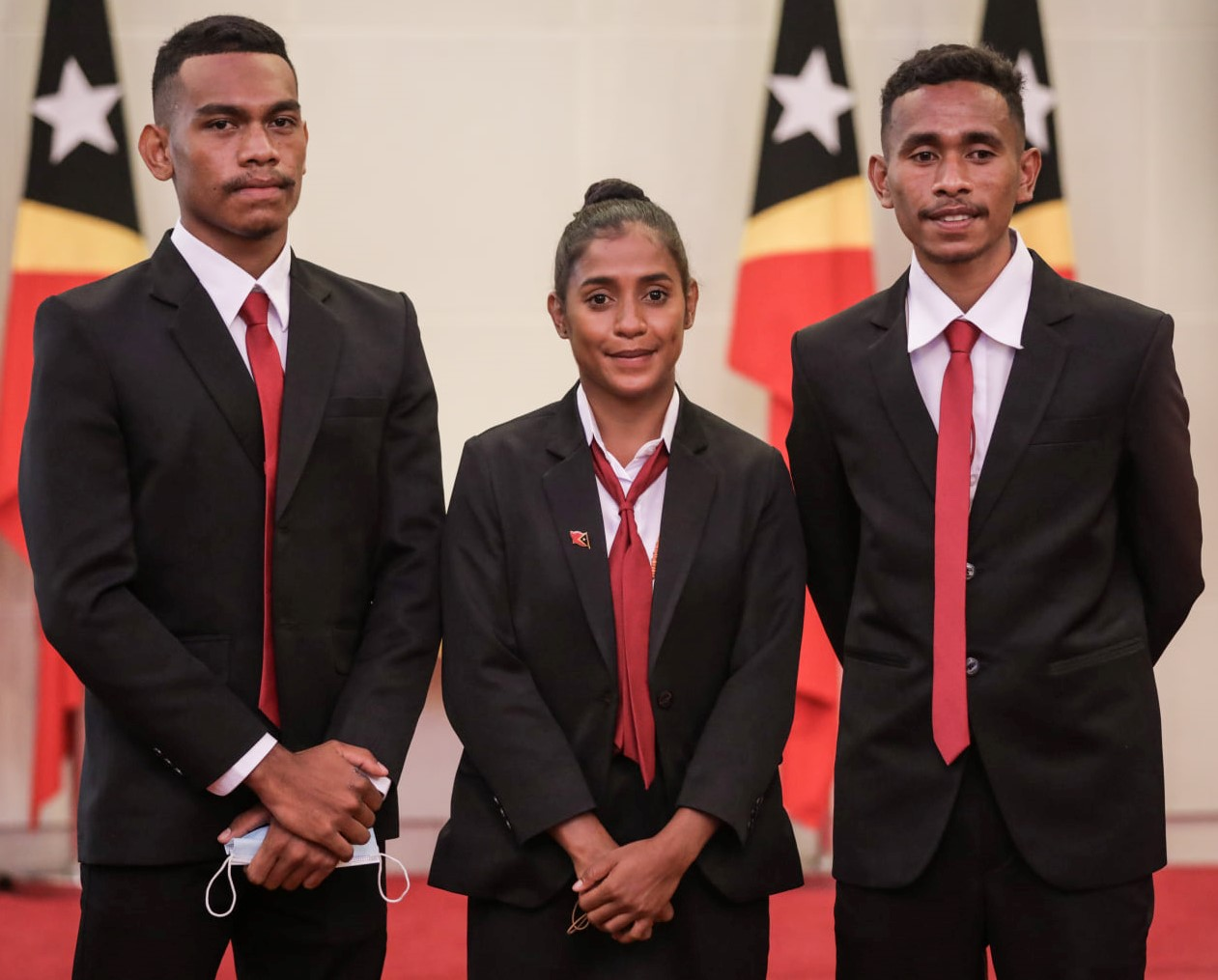
Das Olympiateam Osttimors 2021

### Leichtathletik
Laufen und Gehen 
| Athleten           | Wettbewerb | 1. Runde    | 1. Runde | Halbfinale    | Halbfinale    | Finale        | Finale        | Rang |
| Athleten           | Wettbewerb | Zeit        | Rang     | Zeit          | Rang          | Zeit          | Rang          | Rang |
| ------------------ | ---------- | ----------- | -------- | ------------- | ------------- | ------------- | ------------- | ---- |
| Männer             |            |             |          |               |               |               |               |      |
| Felisberto de Deus | 1500 m     | 3:51,03 min | 42       | ausgeschieden | ausgeschieden | ausgeschieden | ausgeschieden | 42   |

### Schwimmen
| Athleten                     | Wettbewerb    | Vorlauf | Vorlauf | Halbfinale    | Halbfinale    | Finale        | Finale        | Rang |
| Athleten                     | Wettbewerb    | Zeit    | Rang    | Zeit          | Rang          | Zeit          | Rang          | Rang |
| ---------------------------- | ------------- | ------- | ------- | ------------- | ------------- | ------------- | ------------- | ---- |
| Frauen                       |               |         |         |               |               |               |               |      |
| Imelda Felicita Ximenes Belo | 50 m Freistil | 32,89 s | 78      | ausgeschieden | ausgeschieden | ausgeschieden | ausgeschieden | 78   |
| Männer                       |               |         |         |               |               |               |               |      |
| José João Viegas da Silva    | 50 m Freistil | 28,59 s | 72      | ausgeschieden | ausgeschieden | ausgeschieden | ausgeschieden | 72   |